# ジョルジュ・サール

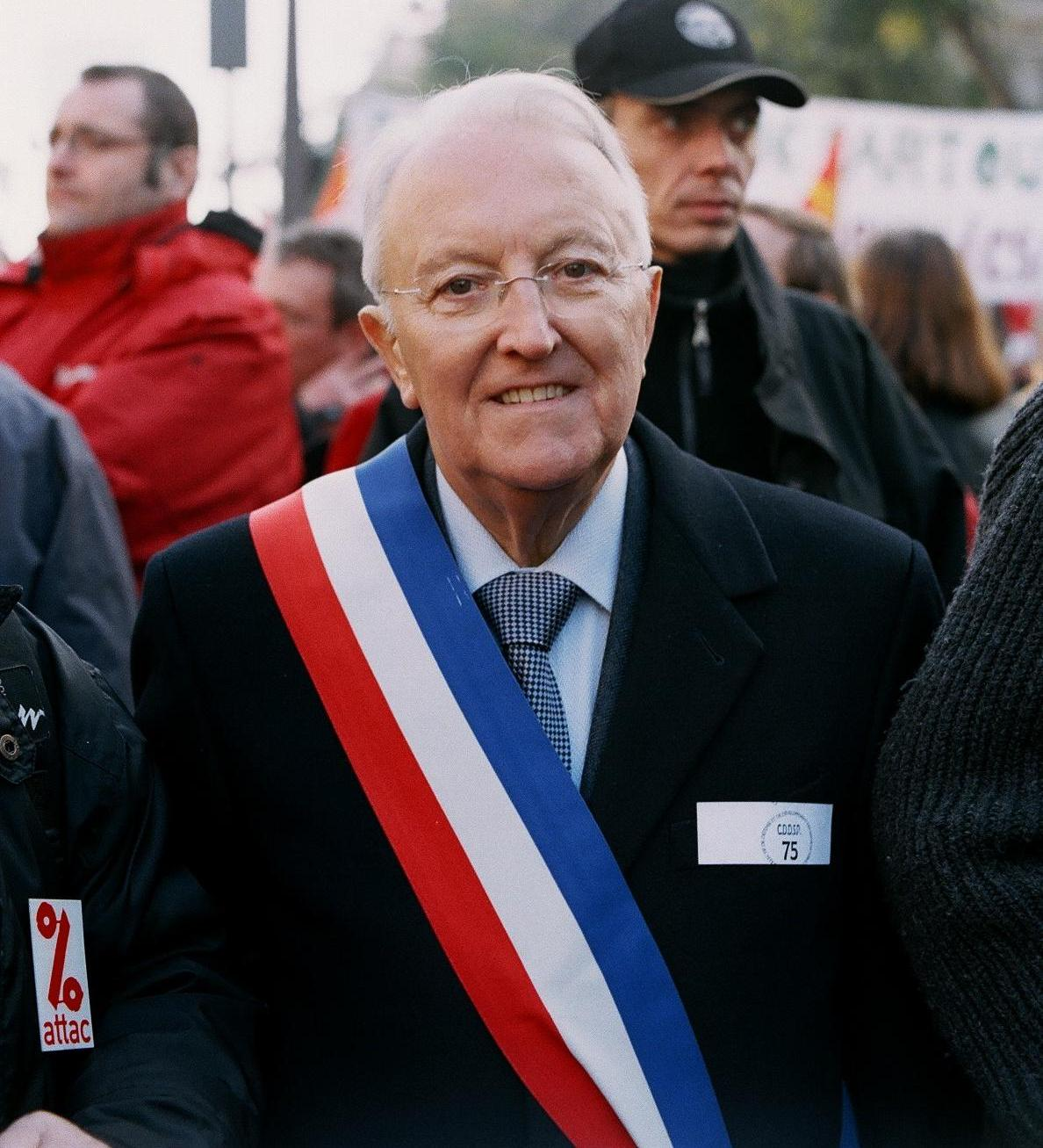
ジョルジュ・サール「共和国市民運動」党首、2005年11月19日撮影

ジョルジュ・サール（Georges Sarre、1935年11月26日 - 2019年1月31日） は、フランスの政治家。クルーズ県シェネライユ出身。共和国市民運動党首、パリ第11区区長。

## 政治経歴
- 1971年6月11日～13日のエピネー大会で社会党が結成されると、同党に参加する。
- 1977年3月のパリ市議会議員選挙に社会党から立候補して初当選する。以来、落選することなくパリ市議を務めた。
- 1977年から1993年まで、パリ市議会社会党議員団・代表を務める。
- 1979年から1981年まで欧州議会議員を務めた。
- 1981年国民議会議員選挙に社会党公認でパリ第6区から出馬し、国民議会議員に初当選した。1986年国民議会議員選挙で再選するが、1988年国民議会議員選挙で落選した。
- 1993年国民議会議員選挙で当選を果たす。1997年国民議会議員選挙で再選するが、2002年国民議会議員選挙(6月9日、16日投票)、2007年国民議会議員選挙（6月10日、17日投票）で連続して落選した。
- 1995年3月にパリ第11区区長に就任して以来、区長を務めていた。
- 2019年1月31日に死去。83歳没[1]。

## 共和国市民運動
- 1993年5月に社会党を離党してジャン・ピエール・シュヴェーヌマンと共に新党市民運動を結成し、副党首に就任する。2003年1月に市民運動は共和国市民運動に改名し、サールは2004年12月に同党の党首に就任した。
- 2006年12月9日の夜にサールは社会党のフランソワ・オランド第一書記（党首）と会談した。2007年フランス大統領選挙で社会党のセゴレーヌ・ロワイヤル候補を共和国市民運動が支援し、2007年の国民議会議員選挙で同党と社会党が選挙協力することで同意した。